# Sanctuaires de vie sauvage de l'Inde
Les sanctuaires de vie sauvage (anglais : Wildlife Sanctuaries) sont, en Inde des zones protégées reconnues de catégorie IV par la Commission mondiale des aires protégées. L'Inde a classé plus de 500 zones, parmi lesquelles les 28 Tigers Reserves ou les Birds sanctuary.
Certaines zones, en raison de l'importance de leur faune, ont été déclarées nationales comme le National Chambal Wildlife Sanctuary (en) pour protéger le gavial.

## Liste des NWS
|     | Année    | Nom                                        | État                    | Surface (km²) |
| --- | -------- | ------------------------------------------ | ----------------------- | ------------- |
| 1   | 1979     | Great Indian Bustard                       | Maharashtra             | 8496.44       |
| 2   | 1986     | Kutch Desert                               | Gujarat                 | 7506.22       |
| 3   | 1973     | Wild Ass                                   | Gujarat                 | 4953.7        |
| 4   | inconnue | Nelapattu                                  | Andhra Pradesh          | 4404          |
| 5   | 1991     | Dibang Valley                              | Arunachal Pradesh       | 4149          |
| 6   | 1987     | Changthang                                 | Jammu-et-Cachemire      | 4000          |
| 7   | 1978     | Nagarjunasagar Srisailam                   | Andhra Pradesh          | 3568          |
| 8   | inconnue | Karakoram (en)                             | Jammu-et-Cachemire      | 1800          |
| 9   | 1978     | Kaimur                                     | Bihar                   | 1342.22       |
| 10  | inconnue | Gundlabrahmeswaram                         | Andhra Pradesh          | 1194          |
| 11  | 1965     | Gir                                        | Gujarat                 | 1153.42       |
| 12  | 1975     | Noradehi                                   | Madhya Pradesh          | 1034.52       |
| 13  | 1972     | Kedarnath                                  | Uttar Pradesh           | 975.24        |
| 14  | 1965     | Kawal                                      | Andhra Pradesh          | 893           |
| 15  | 1952     | Pakhal                                     | Andhra Pradesh          | 879.3         |
| 16  | 1977     | Pakhui                                     | Arunachal Pradesh       | 861.95        |
| 17  | 1979     | Simlipal                                   | Orissa                  | 845.7         |
| 18  | inconnue | Dandeli                                    | Karnataka               | 834.16        |
| 19  | 1953     | Eturnagaram                                | Andhra Pradesh          | 803           |
| 20  | 1987     | Lachipora                                  | Jammu-et-Cachemire      | 800           |
| 21  | 1976     | Satkosia Gorge                             | Orissa                  | 795.52        |
| 22  | 1989     | Kamlang                                    | Arunachal Pradesh       | 783           |
| 23  | 1976     | Palamau                                    | Bihar                   | 767           |
| 24  | 1981     | Narayan Sarovar (Chinkara)                 | Gujarat                 | 765.79        |
| 25  | 1976     | Ratapani                                   | Madhya Pradesh          | 688.79        |
| 26  | 1976     | Bhimbandh                                  | Bihar                   | 681.9         |
| 27  | 1983     | Keladevi                                   | Rajasthan               | 676           |
| 28  | 1963     | Kolleru                                    | Andhra Pradesh          | 673           |
| 29  | 1977     | Kinnerasani                                | Andhra Pradesh          | 655.41        |
| 30  | 1962     | Sechu Tuan Nala                            | Himachal Pradesh        | 655.32        |
| 31  | 1979     | National Chambal                           | Uttar Pradesh           | 635           |
| 32  | inconnue | Rollapadu                                  | Andhra Pradesh          | 614           |
| 33  | 1978     | Tamor Pingla                               | Madhya Pradesh          | 608.52        |
| 34  | 1982     | Schoolpaneshwar                            | Gujarat                 | 607.7         |
| 35  | 1988     | Sunabema                                   | Orissa                  | 600           |
| 36  | 1986     | Askot                                      | Uttarakhand             | 599.93        |
| 36A | 1985     | Melghat                                    | Maharashtra             | 597.23        |
| 37  | 1978     | Papikonda                                  | Andhra Pradesh          | 590.68        |
| 38  | 1971     | Kumbhalgarh                                | Rajasthan               | 578.26        |
| 39  | inconnue | Mundanthurai                               | Tamil Nadu              | 567.38        |
| 40  | 1974     | Sitanadi                                   | Madhya Pradesh          | 553.36        |
| 41  | 1975     | Achanakmar                                 | Madhya Pradesh          | 551.55        |
| 42  | 1989     | Balaram-Ambaji                             | Gujarat                 | 542.08        |
| 43  | 1987     | Biligiri Rangswamy Temple                  | Karnataka               | 539.52        |
| 44  | 1977     | Bori (en)                                  | Madhya Pradesh          | 518.25        |
| 45  | 1981     | Ghatigaon                                  | Madhya Pradesh          | 512           |
| 46  | 1983     | Phulwari                                   | Rajasthan               | 511.41        |
| 47  | 1987     | Cauvery                                    | Karnataka               | 510.51        |
| 48  | 1986     | Andhari                                    | Maharashtra             | 509.27        |
| 49  | inconnue | Srivenkateshwara                           | Andhra Pradesh          | 506.94        |
| 50  | 1982     | Kaimoor                                    | Uttar Pradesh           | 500.75        |
| 51  | 1985     | Dampa                                      | Mizoram                 | 500           |
| 52  | 1976     | Pulicat                                    | Andhra Pradesh          | 500           |
| 53  | 1983     | Todgarh Raoli                              | Rajasthan               | 495.27        |
| 54  | 1974     | Bhadra (en)                                | Karnataka               | 492.46        |
| 55  | inconnue | Srivilliputhur                             | Tamil Nadu              | 485.2         |
| 56  | 1954     | Govind Pashu Vihar                         | Uttar Pradesh           | 481.04        |
| 57  | 1978     | Bagdogra                                   | Madhya Pradesh          | 478.9         |
| 58  | 1950     | Periyar                                    | Kerala                  | 472           |
| 59  | inconnue | Srilanka Malleswara                        | Andhra Pradesh          | 464.42        |
| 60  | 1977     | Pachmarhi                                  | Madhya Pradesh          | 461.85        |
| 61  | 1978     | Valmikinagar                               | Bihar                   | 461.6         |
| 62  | inconnue | Pulicat                                    | Tamil Nadu              | 461.02        |
| 63  | 1987     | Sohagabarwa                                | Uttar Pradesh           | 428.2         |
| 64  | 1987     | Overa-Aru                                  | Jammu-et-Cachemire      | 425           |
| 65  | 1985     | Koyna (en)                                 | Maharashtra             | 423.55        |
| 66  | 1979     | Sita Mata                                  | Rajasthan               | 422.94        |
| 67  | 1962     | Tundah                                     | Himachal Pradesh        | 419.48        |
| 68  | 1974     | Sharavathi Valley                          | Karnataka               | 413.23        |
| 69  | 1976     | Kateraniaghat                              | Uttar Pradesh           | 400.09        |
| 70  | 1981     | Kotgarh                                    | Orissa                  | 399.05        |
| 71  | 1974     | Shettihally                                | Karnataka               | 395.6         |
| 72  | 1928     | Manas                                      | Assam                   | 391           |
| 73  | 1988     | Gumti                                      | Tripura                 | 389.54        |
| 74  | 1958     | Radhangiri                                 | Maharashtra             | 371.88        |
| 75  | 1974     | Gandhi Sagar                               | Madhya Pradesh          | 368.62        |
| 76  | 1975     | Sanjay (Dubri)                             | Madhya Pradesh          | 364.69        |
| 77  | 1976     | Singhalila                                 | Bengale-Occidental      | 362.4         |
| 78  | 1986     | Kalsubai Harishchandra                     | Maharashtra             | 361.71        |
| 79  | inconnue | Koundinya (en)                             | Andhra Pradesh          | 357           |
| 80  | 1982     | Rupi Bhabha                                | Himachal Pradesh        | 354.14        |
| 81  | 1983     | Sardarpur Florican                         | Madhya Pradesh          | 348.12        |
| 82  | 1985     | Debrigarh                                  | Orissa                  | 346.91        |
| 83  | inconnue | Kuno - Palpur                              | Madhya Pradesh          | 345           |
| 84  | 1981     | Sanctuaire faunique de Kuno                | Madhya Pradesh          | 344.68        |
| 85  | 1973     | Sanctuaire faunique de Wayanad (en)        | Kerala                  | 344.44        |
| 86  | 1986     | Jaikwadi                                   | Maharashtra             | 341.05        |
| 87  | 1978     | Samarsot                                   | Madhya Pradesh          | 340.35        |
| 88  | 1962     | Kugti                                      | Himachal Pradesh        | 330           |
| 89  | 1986     | Painganga                                  | Maharashtra             | 324.62        |
| 90  | 1983     | Pong Dam Sanctuary                         | Himachal Pradesh        | 322.7         |
| 91  | inconnue | Mudumalai                                  | Tamil Nadu              | 321.55        |
| 92  | 1978     | National Chambal                           | Madhya Pradesh          | 320           |
| 93  | 1985     | Chandoli                                   | Maharashtra             | 308.97        |
| 94  | 1982     | Ramgarh Bundi                              | Rajasthan               | 307           |
| 95  | 1988     | Badrama                                    | Orissa                  | 304.03        |
| 96  | 1987     | Sonanandi                                  | Uttar Pradesh           | 301.18        |
| 97  | 1982     | Jamwa Ramgarh                              | Rajasthan               | 300           |
| 98  | 1980     | Marine (Gulf of Kutch)                     | Gujarat                 | 293.03        |
| 99  | 1960     | Mount Âbû                                  | Rajasthan               | 288.84        |
| 100 | 1976     | Singhori (Sindhari)                        | Madhya Pradesh          | 287.91        |
| 101 | 1973     | Parambikulam                               | Kerala                  | 285           |
| 102 | 1980     | Mehao                                      | Arunachal Pradesh       | 281.5         |
| 103 | 1983     | National Chambal                           | Rajasthan               | 280           |
| 104 | 1972     | Gomardah                                   | Madhya Pradesh          | 277.82        |
| 105 | 1984     | Kuldiha                                    | Orissa                  | 272.75        |
| 106 | 1955     | Darah                                      | Rajasthan               | 265.83        |
| 107 | 1983     | Pamed Wild Buffalo                         | Madhya Pradesh          | 262           |
| 108 | 1986     | Gautala Autramghat                         | Maharashtra             | 260.61        |
| 109 | 1976     | Gautam Buddha                              | Bihar                   | 259.48        |
| 110 | 1986     | Buxa                                       | Bengale-Occidental      | 251.89        |
| 111 | 1988     | Kanji                                      | Jammu-et-Cachemire      | 250           |
| 112 | 1983     | Udanti Wild Buffalo                        | Madhya Pradesh          | 247.59        |
| 113 | 1974     | Mukambika                                  | Karnataka               | 247           |
| 114 | 1983     | Panpatha                                   | Madhya Pradesh          | 245.84        |
| 115 | 1976     | Barnawapra                                 | Madhya Pradesh          | 244.66        |
| 116 | 1962     | Nargu                                      | Himachal Pradesh        | 243.13        |
| 117 | 1962     | Bandli                                     | Himachal Pradesh        | 239.47        |
| 118 | 1978     | Coringa                                    | Andhra Pradesh          | 235.79        |
| 119 | 1977     | Ranipur                                    | Uttar Pradesh           | 230.31        |
| 120 | 1983     | Bhensrodgarh                               | Rajasthan               | 229.14        |
| 121 | 1972     | Kishanpur                                  | Uttar Pradesh           | 227.12        |
| 122 | inconnue | Kalakkadu                                  | Tamil Nadu              | 223.58        |
| 123 | 1989     | Eaglenest                                  | Arunachal Pradesh       | 217           |
| 124 | 1990     | Jaldapara                                  | Bengale-Occidental      | 216.51        |
| 125 | 1987     | Spike Island                               | Îles Andaman-et-Nicobar | 211.7         |
| 126 | 1978     | Lawalang                                   | Bihar                   | 211.03        |
| 127 | 1985     | Nakti Dam                                  | Bihar                   | 206.4         |
| 128 | 1986     | Kabar                                      | Bihar                   | 204           |
| 129 | 1981     | Karera                                     | Madhya Pradesh          | 202.21        |
| 130 | 1975     | Intanki                                    | Nagaland                | 202.02        |
| 131 | inconnue | Krishna (en)                               | Andhra Pradesh          | 194.81        |
| 132 | 1976     | Dalma                                      | Bihar                   | 193.22        |
| 133 | 1985     | Baretha                                    | Rajasthan               | 192.76        |
| 134 | 1979     | Barda Wildlife Sanctuary (en)              | Gujarat                 | 192.31        |
| 135 | 1978     | Hadgarh                                    | Orissa                  | 191.06        |
| 136 | 1978     | D'ering Memorial                           | Arunachal Pradesh       | 190           |
| 137 | 1975     | Abohar                                     | Penjab                  | 188.24        |
| 138 | 1976     | Hazaribagh                                 | Bihar                   | 186.25        |
| 139 | 1987     | Gulmarg                                    | Jammu-et-Cachemire      | 186           |
| 140 | 1985     | Lakhari Valley                             | Orissa                  | 185.87        |
| 141 | 1989     | Yagoupokpi Lokchao                         | Manipur                 | 184.8         |
| 142 | 1974     | Bramhagiri                                 | Karnataka               | 181.29        |
| 143 | 1978     | Jessore                                    | Gujarat                 | 180.66        |
| 144 | 1985     | Koderma                                    | Bihar                   | 177.95        |
| 145 | 1969     | Yawal                                      | Maharashtra             | 177.52        |
| 146 | 1982     | Chandaka Dampara                           | Orissa                  | 175.79        |
| 147 | 1934     | Sonai Rupai                                | Assam                   | 175           |
| 148 | 1987     | Trishna                                    | Tripura                 | 170.56        |
| 149 | 1981     | Baisipalli                                 | Orissa                  | 168.35        |
| 150 | 1990     | Purna                                      | Gujarat                 | 160.84        |
| 151 | 1970     | Nagzira                                    | Maharashtra             | 152.81        |
| 152 | 1991     | Ngengpui                                   | Mizoram                 | 150           |
| 153 | 1967     | Bhagwan Mahavir                            | Goa                     | 148.52        |
| 154 | 1992     | Karlapat                                   | Orissa                  | 147.66        |
| 155 | 1978     | Itanagar                                   | Arunachal Pradesh       | 140.3         |
| 156 | 1983     | Bhairamgarh                                | Madhya Pradesh          | 138.95        |
| 157 | 1985     | Nameri                                     | Assam                   | 137.07        |
| 158 | 1980     | Pranahita                                  | Andhra Pradesh          | 136.02        |
| 159 | 1986     | Chaprala                                   | Maharashtra             | 134.78        |
| 160 | 1985     | Interview Island                           | Îles Andaman-et-Nicobar | 133           |
| 161 | 1985     | Bhimashankar                               | Maharashtra             | 130.78        |
| 162 | 1990     | Jambughoda                                 | Gujarat                 | 130.38        |
| 163 | 1952     | Pocharam                                   | Andhra Pradesh          | 130           |
| 164 | 1958     | Neyyar                                     | Kerala                  | 128           |
| 165 | 1976     | Murti Wildlife                             | Bengale-Occidental      | 127.22        |
| 166 | 1958     | Peechi Vazhani                             | Kerala                  | 125           |
| 167 | inconnue | Kheoni                                     | Madhya Pradesh          | 122.7         |
| 168 | 1969     | Nal Sarovar                                | Gujarat                 | 120.82        |
| 169 | 1962     | Gobind Sagar & Naina Devi                  | Himachal Pradesh        | 120.67        |
| 170 | 1974     | Ranebennur                                 | Karnataka               | 119           |
| 171 | 1982     | Khalasuni                                  | Orissa                  | 116           |
| 172 | 1987     | Chautala                                   | Haryana                 | 113.96        |
| 173 | 1983     | Fensatallite                               | Madhya Pradesh          | 110.24        |
| 174 | 1976     | Chail                                      | Himachal Pradesh        | 110.04        |
| 175 | 1987     | Hirpora                                    | Jammu-et-Cachemire      | 110           |
| 176 | inconnue | Sundha Mata                                | Rajasthan               | 107           |
| 177 | 1949     | Gamgul Siahbehi                            | Himachal Pradesh        | 105.46        |
| 178 | 1987     | Talakaveri                                 | Karnataka               | 105           |
| 179 | 1984     | Chimony                                    | Kerala                  | 105           |
| 180 | 1968     | Bhagwan Mahavir                            | Goa                     | 105           |
| 181 | 1975     | Badankhoh                                  | Madhya Pradesh          | 104.35        |
| 182 | 1984     | Sawai Mansingh                             | Rajasthan               | 103.25        |
| 183 | 1987     | Pushpagiri                                 | Karnataka               | 102.59        |
| 184 | 1984     | Shenduruny                                 | Kerala                  | 100.32        |
| 185 | 1986     | Nandpur Madmeshwar                         | Maharashtra             | 100.12        |
| 186 | 1989     | Sessa Orchid                               | Arunachal Pradesh       | 100           |
| 187 | 1980     | Jawahar Sagar                              | Rajasthan               | 100           |
| 188 | 1983     | Shergarh                                   | Rajasthan               | 98.71         |
| 189 | 1962     | Darlaghat                                  | Himachal Pradesh        | 98.71         |
| 190 | 1984     | Chinnar                                    | Kerala                  | 90.44         |
| 191 | 1974     | Someswara                                  | Karnataka               | 88.4          |
| 192 | 1986     | Aner Dam                                   | Maharashtra             | 82.94         |
| 193 | inconnue | Mukkurthi                                  | Tamil Nadu              | 78.46         |
| 194 | 1957     | Chandra Prabha                             | Uttar Pradesh           | 78            |
| 195 | 1976     | Idukki                                     | Kerala                  | 77            |
| 196 | 1988     | Katepurna                                  | Maharashtra             | 73.69         |
| 197 | 1985     | Orang                                      | Assam                   | 72.6          |
| 198 | 1984     | Balukhand Konark                           | Orissa                  | 71.72         |
| 199 | 1962     | Shikari Devi                               | Himachal Pradesh        | 71.19         |
| 200 | 1979     | Laokhowa                                   | Assam                   | 70.14         |
| 201 | 1975     | Bhitarkanika                               | Orissa                  | 70            |
| 202 | 1986     | Phansad                                    | Maharashtra             | 69.79         |
| 203 | 1976     | Tirthan                                    | Himachal Pradesh        | 68.25         |
| 204 | 1976     | Mahuadaur                                  | Bihar                   | 63.25         |
| 205 | 1954     | Kanawar                                    | Himachal Pradesh        | 61.57         |
| 206 | 1970     | Bor                                        | Maharashtra             | 61.1          |
| 207 | 1955     | Van Vihar                                  | Rajasthan               | 59.93         |
| 208 | 1974     | Narsingarh                                 | Madhya Pradesh          | 57.19         |
| 209 | 1985     | Churdhar                                   | Himachal Pradesh        | 56.59         |
| 210 | 1982     | Ratanmahal                                 | Gujarat                 | 55.65         |
| 211 | 1991     | Kane Wildlife Sanctuary                    | Arunachal Pradesh       | 55            |
| 212 | 1984     | Aralam                                     | Kerala                  | 55            |
| 213 | 1983     | Peppara                                    | Kerala                  | 53            |
| 214 | 1956     | Jaisamand                                  | Rajasthan               | 52            |
| 215 | 1984     | Barsey Rhododendron Sanctuary              | Sikkim                  | 51.76         |
| 216 | 1984     | Fambong Lho                                | Sikkim                  | 51.76         |
| 217 | 1980     | Nahargarh                                  | Rajasthan               | 50            |
| 218 | 1974     | Melkote Temple                             | Karnataka               | 49.82         |
| 219 | 1984     | Parasnath                                  | Bihar                   | 49.23         |
| 220 | inconnue | Pabha                                      | Assam                   | 49            |
| 221 | 1988     | Binsar                                     | Uttarakhand             | 45.59         |
| 222 | 1981     | Ken Gharial                                | Madhya Pradesh          | 45            |
| 223 | 1982     | Harike Lake                                | Penjab                  | 43            |
| 224 | 1981     | Sone Gharial                               | Madhya Pradesh          | 41.8          |
| 225 | 1991     | Khawnglung                                 | Mizoram                 | 41            |
| 226 | 1989     | Dipor Beel                                 | Assam                   | 40            |
| 227 | 1989     | Paniya                                     | Gujarat                 | 39.63         |
| 228 | 1981     | Surinsar-Mansar                            | Jammu-et-Cachemire      | 39.58         |
| 229 | 1976     | Senchal                                    | Bengale-Occidental      | 38.88         |
| 230 | 1987     | Pobitora Wildlife Sanctuary                | Assam                   | 38.83         |
| 231 | 1962     | Raksham Chitkul                            | Himachal Pradesh        | 38.27         |
| 232 | 1976     | Lothian Island                             | Bengale-Occidental      | 38            |
| 233 | 1962     | Naina Devi                                 | Himachal Pradesh        | 37.19         |
| 234 | 1978     | Siwaram                                    | Andhra Pradesh          | 36.29         |
| 235 | 1962     | Talra                                      | Himachal Pradesh        | 36.16         |
| 236 | 1978     | Rajgir                                     | Bihar                   | 35.84         |
| 237 | 1987     | Maenam                                     | Sikkim                  | 35.34         |
| 238 | 1981     | Nandini                                    | Jammu-et-Cachemire      | 33.72         |
| 239 | 1984     | Shingba Rhododendron                       | Sikkim                  | 32.5          |
| 240 | 1987     | Overa                                      | Jammu-et-Cachemire      | 32.37         |
| 241 | 1962     | Majathal                                   | Himachal Pradesh        | 31.64         |
| 242 | 1954     | Manali sanctuary                           | Himachal Pradesh        | 31.27         |
| 243 | 1949     | Kalatop & Khajjiar                         | Himachal Pradesh        | 30.69         |
| 244 | 1970     | Tansa                                      | Maharashtra             | 30.41         |
| 245 | 1974     | Nugu                                       | Karnataka               | 30.32         |
| 246 | 1974     | Ghataprabha                                | Karnataka               | 29.78         |
| 247 | 1962     | Lippa Asrang                               | Himachal Pradesh        | 29.53         |
| 248 | 1987     | Landfall Island                            | Îles Andaman-et-Nicobar | 29.48         |
| 249 | 1987     | Malvan Marine                              | Maharashtra             | 29.12         |
| 250 | 1981     | Nongkhyllem                                | Meghalaya               | 29            |
| 251 | 1962     | Daranghati                                 | Himachal Pradesh        | 27.01         |
| 252 | 1980     | Barnadi                                    | Assam                   | 26.22         |
| 253 | 1987     | Limber                                     | Jammu-et-Cachemire      | 26            |
| 254 |          | Sukhna                                     | Chandigarh              | 25.42         |
| 255 | 1983     | Thattekkad Bird                            | Kerala                  | 25            |
| 256 | 1983     | Crocodile (Lohabrrack)                     | Îles Andaman-et-Nicobar | 22.21         |
| 257 | 1986     | Hastinapur                                 | Uttar Pradesh           | 20.73         |
| 258 | inconnue | Tongri                                     | Jammu-et-Cachemire      | 20            |
| 259 | 1978     | Manjira                                    | Andhra Pradesh          | 20            |
| 260 | 1987     | Sepahijala                                 | Tripura                 | 18.53         |
| 261 | 1954     | Khokhan                                    | Himachal Pradesh        | 17.6          |
| 262 | inconnue | Point Calimere                             | Tamil Nadu              | 17.26         |
| 263 | 1958     | Simbalbara                                 | Himachal Pradesh        | 17.2          |
| 264 | 1987     | Chilka Lake (Nalaban)                      | Orissa                  | 15.53         |
| 265 | 1988     | Rampura                                    | Gujarat                 | 15.01         |
| 266 | 1985     | Arabithittu                                | Karnataka               | 13.5          |
| 267 | inconnue | Indira Priyadarshini                       | Delhi                   | 13.2          |
| 268 | 1983     | Sailana Florican                           | Madhya Pradesh          | 12.96         |
| 269 | 1981     | Ramnagar                                   | Jammu-et-Cachemire      | 12.9          |
| 270 | 1954     | Kais                                       | Himachal Pradesh        | 12.2          |
| 271 | 1975     | Bir Shikargarh                             | Haryana                 | 10.93         |
| 272 | 1985     | Sagershwar                                 | Maharashtra             | 10.87         |
| 273 | 1987     | Defence Island                             | Îles Andaman-et-Nicobar | 10.49         |
| 274 | inconnue | Hokarsar                                   | Jammu-et-Cachemire      | 10            |
| 275 | 1987     | Cinque Island                              | Îles Andaman-et-Nicobar | 9.51          |
| 276 | 1987     | Flat Island                                | Îles Andaman-et-Nicobar | 9.36          |
| 277 | 1987     | Buchaan Island                             | Îles Andaman-et-Nicobar | 9.33          |
| 278 | 1977     | Barren Island                              | Îles Andaman-et-Nicobar | 8.1           |
| 279 | 1987     | Kyd Island                                 | Îles Andaman-et-Nicobar | 8             |
| 280 | 1972     | Bondla Wildlife                            | Goa                     | 8             |
| 281 | 1987     | Shearme Island                             | Îles Andaman-et-Nicobar | 7.85          |
| 282 | 1987     | Paget Island                               | Îles Andaman-et-Nicobar | 7.36          |
| 283 | 1985     | Tilanchang Island                          | Îles Andaman-et-Nicobar | 6.83          |
| 284 | 1977     | Narcondum Island                           | Îles Andaman-et-Nicobar | 6.81          |
| 285 | 1987     | West Island                                | Îles Andaman-et-Nicobar | 6.4           |
| 286 | 1987     | East Island                                | Îles Andaman-et-Nicobar | 6.11          |
| 287 | 1976     | Halliday Island                            | Bengale-Occidental      | 5.95          |
| 288 | 1987     | Ranger Island                              | Îles Andaman-et-Nicobar | 4.26          |
| 289 | 1987     | Swamp Island                               | Îles Andaman-et-Nicobar | 4.09          |
| 290 | 1987     | East (Inglis) Island                       | Îles Andaman-et-Nicobar | 3.55          |
| 291 | 1977     | North Reef Island                          | Îles Andaman-et-Nicobar | 3.48          |
| 292 | 1987     | Benett Island                              | Îles Andaman-et-Nicobar | 3.46          |
| 293 | 1987     | Talabaicha Island                          | Îles Andaman-et-Nicobar | 3.21          |
| 294 | 1987     | Point Island                               | Îles Andaman-et-Nicobar | 3.07          |
| 295 | 1987     | Baltal                                     | Jammu-et-Cachemire      | 3             |
| 296 | 1987     | Bondoville Island                          | Îles Andaman-et-Nicobar | 2.55          |
| 297 | 1987     | Table (Delgarno) Island                    | Îles Andaman-et-Nicobar | 2.29          |
| 298 | 1985     | Battimalve Island                          | Îles Andaman-et-Nicobar | 2.23          |
| 299 | 1987     | James Island                               | Îles Andaman-et-Nicobar | 2.1           |
| 300 | 1979     | Dr Salim Ali Bird Sanctuary                | Goa                     | 1.8           |
| 301 | 1987     | Reef Island                                | Îles Andaman-et-Nicobar | 1.74          |
| 302 | 1987     | Table (Excelsior) Island                   | Îles Andaman-et-Nicobar | 1.69          |
| 303 | 1977     | South Sentinel Island                      | Îles Andaman-et-Nicobar | 1.61          |
| 304 | 1987     | Sandy Island                               | Îles Andaman-et-Nicobar | 1.58          |
| 305 | 1987     | Roper Island                               | Îles Andaman-et-Nicobar | 1.46          |
| 306 | 1987     | Pitman Island                              | Îles Andaman-et-Nicobar | 1.37          |
| 307 | 1987     | South Brother Island                       | Îles Andaman-et-Nicobar | 1.24          |
| 308 | 1987     | South Reef Island                          | Îles Andaman-et-Nicobar | 1.17          |
| 309 | 1987     | Bluff Island                               | Îles Andaman-et-Nicobar | 1.14          |
| 310 | 1987     | Sir Huge Rose Island                       | Îles Andaman-et-Nicobar | 1.06          |
| 311 | 1987     | Temple Island                              | Îles Andaman-et-Nicobar | 1.04          |
| 312 | 1987     | Ross Island                                | Îles Andaman-et-Nicobar | 1.01          |
| 313 | inconnue | Ranganthittu                               | Karnataka               | 0.67          |
| 314 | inconnue | Bir Motibagh                               | Penjab                  | inconnue      |
| 315 | inconnue | Bhagmara                                   | Meghalaya               | inconnue      |
| 316 | inconnue | Tal Chhapar                                | Rajasthan               | inconnue      |
| 317 | inconnue | Renuka                                     | Himachal Pradesh        | inconnue      |
| 318 | inconnue | Shilli                                     | Himachal Pradesh        | inconnue      |
| 319 | inconnue | Bir Bunnerheri                             | Penjab                  | inconnue      |
| 320 | inconnue | Bassi (en)                                 | Rajasthan               | inconnue      |
| 321 | inconnue | National Garhial                           | Rajasthan               | inconnue      |
| 322 | inconnue | Khijadiya                                  | Gujarat                 | inconnue      |
| 323 | inconnue | Bir Gurdialpura                            | Penjab                  | inconnue      |
| 324 | inconnue | Asan Bradge Bird Watching                  | Uttar Pradesh           | inconnue      |
| 325 | inconnue | Chilla                                     | Uttar Pradesh           | inconnue      |
| 326 | inconnue | Mahavir Swamy                              | Uttar Pradesh           | inconnue      |
| 327 | inconnue | Nawabganj                                  | Uttar Pradesh           | inconnue      |
| 328 | inconnue | Samaspur                                   | Uttar Pradesh           | inconnue      |
| 329 | inconnue | Dhakna Kolkaz                              | Maharashtra             | inconnue      |
| 330 | inconnue | Gandhari                                   | Maharashtra             | inconnue      |
| 331 | inconnue | Wainganga                                  | Maharashtra             | inconnue      |
| 332 | inconnue | Dhumkhal                                   | Gujarat                 | inconnue      |
| 333 | inconnue | Ushakothi                                  | Orissa                  | inconnue      |
| 334 | inconnue | Chandra Prabha                             | Bihar                   | inconnue      |
| 335 | inconnue | Topchanchi                                 | Bihar                   | inconnue      |
| 336 | inconnue | Bibnutibhushan                             | Bengale-Occidental      | inconnue      |
| 337 | inconnue | Betuadahary                                | Bengale-Occidental      | inconnue      |
| 338 | inconnue | Ballavpur (en)                             | Bengale-Occidental      | inconnue      |
| 339 | inconnue | Chapramari                                 | Bengale-Occidental      | inconnue      |
| 340 | inconnue | Gorumara                                   | Bengale-Occidental      | inconnue      |
| 341 | inconnue | Jorpokhri                                  | Bengale-Occidental      | inconnue      |
| 342 | inconnue | Mahananda                                  | Bengale-Occidental      | inconnue      |
| 343 | inconnue | Parnadhan                                  | Bengale-Occidental      | inconnue      |
| 344 | inconnue | Ramnabagan                                 | Bengale-Occidental      | inconnue      |
| 345 | inconnue | Raiganj (en)                               | Bengale-Occidental      | inconnue      |
| 346 | inconnue | Kyongasia Alpine                           | Sikkim                  | inconnue      |
| 347 | inconnue | Garampani                                  | Assam                   | inconnue      |
| 348 | inconnue | Siju                                       | Meghalaya               | inconnue      |
| 349 | inconnue | Pulebatze                                  | Nagaland                | inconnue      |
| 350 | inconnue | Fakim                                      | Nagaland                | inconnue      |
| 351 | inconnue | Charilam                                   | Tripura                 | inconnue      |
| 352 | inconnue | Lanjamadugu                                | Andhra Pradesh          | inconnue      |
| 353 | inconnue | Karikili                                   | Tamil Nadu              | inconnue      |
| 354 | inconnue | Vedantangal                                | Tamil Nadu              | inconnue      |
| 355 | inconnue | Vettangudi                                 | Tamil Nadu              | inconnue      |
| 356 | inconnue | Vallanadu                                  | Tamil Nadu              | 16.41         |
| 357 | inconnue | Kumarakom (en)                             | Kerala                  | inconnue      |
| 358 | 2002     | Sanctuaire de la vie sauvage de Pangolakha | Sikkim                  | 124           |
| 359 | 1999     | Vaduvoor                                   | Tamil Nadu              | 128           |